# Хшонщиці
Хшонщиці (пол. Chrząszczyce, нім. Schönkirch) — село в Польщі, у гміні Прушкув Опольського повіту Опольського воєводства.
Населення — 549 осіб (2011).

## Демографія
Демографічна структура станом на 31 березня 2011 року:
|          | Загалом | Допрацездатний вік | Працездатний вік | Постпрацездатний вік |
| -------- | ------- | ------------------ | ---------------- | -------------------- |
| Чоловіки | 258     | 47                 | 168              | 43                   |
| Жінки    | 291     | 48                 | 178              | 65                   |
| Разом    | 549     | 95                 | 346              | 108                  |